# Đông Lan
Đông Lan (tiếng Tráng: Doenglan, chữ Hán giản thể: 东兰县, bính âm: Dōnglán Xiàn, âm Hán Việt: Đông Lan huyện) là một huyện thuộc địa cấp thị Hà Trì, khu tự trị dân tộc Choang Quảng Tây, Cộng hòa Nhân dân Trung Hoa. Huyện Đông Lan có diện tích 2435 km², dân số năm 2002 là 278.000 người, trong đó người Choang chiếm 85%. Về mặt hành chính, huyện Đông Lan được chia thành 6 trấn, 7 hương và 1 hương dân tộc. GDP năm 2004 của Đông Lan là 68.749 vạn nhân dân tệ. Thu nhập thuần của nông dân là 1458 nhân dân tệ.